# Acremyrtörnskata
Acremyrtörnskata (Thamnophilus divisorius) är en fågel i familjen myrfåglar inom ordningen tättingar.

## Utbredning och status
Fågeln förekommer i Serra da Bocaina nationalpark i västra Brasilien (Amazonas). Arten upptäcktes först 1996 och beskrevs 2004. IUCN kategoriserar arten som livskraftig.

## Namn
Acre är en delstat i sydvästra Brasilien.